# Minut srca mog
Minut srca mog akustična je kompilacija hrvatske pop pjevačice Jelene Rozge. Objavljena je 14. studenoga 2022. godine u izdanju Croatia Recordsa i Tonike. Album se sastoji od akustičnih obrada 19 pjesama snimljenih u razdoblju dok je Jelena bila pjevačica grupe Magazin te tokom samostalne karijere, kao i obrada pjesama Rano od Minee i Ti si želja mog života. Producent albuma je Srđan Sekulović – Skansi. Kompilacija je u fizičkom izdanju objavljena 5. prosinca.
Prvi singl s albuma, "Zar je ljubav spala na to" s Matijom Cvekom, objavljen je 15. rujna 2022. "Grizem", izvorno snimljen za drugi studijski album Bižuterija (2011.), objavljen je kao drugi singl s albuma 21. listopada 2022.

## Pozadina
Jelena Rozga je najavila planove o radu na akustičnom albumu tijekom intervjua 2019. Ideja za album nastala je nakon uspjeha akustične medley izvedbe pjesama "Oprosti mala", "Opijum" i "S druge strane mjeseca" na YouTube kanalu nekadašnjeg Narodnog radija (sada bravo! radio 
). U suradnju s Tončijem Huljićem, Rozga je odlučila preraditi starije pjesme, iz vremena dok je bila pjevačica grupe Magazin. Prvobitni planovi su bili da album bude dvostruki i uključuje neke od diskografije od preko 100 pjesama koje je pjevačica snimila. Nakon dubljeg razmatranja, Rozga, Tonči i Vjekoslava Huljić odlučili su da to bude 19 pjesama.
Odgode u izdanju albuma dogodile su se zbog pandemije COVID-19 i zbog toga što je Rozga bila nezadovojlna početnim obradama koje je odlučila potpuno presnimiti. Rozga je 9. rujna 2022. na Instagramu objavila objavu kojom je zamolila obožavatelje da joj pomognu oko naslova albuma. 15. rujna 2022. potvrdila je da će naslov albuma biti Minut srca mog u osvrtu na njezin istoimeni singl iz 1996. ("Minut srca tvog") i kao posveta "svima nama, koji koristimo srce za vodiča u životu". Pjevačica je tijekom intervjua otkrila da dok je instrumentalno i glazbeno prearanžirana samo uvodna pjesma "Zar je ljubav spala na to", ostale pjesme su uključene u izvornom obliku samo odsvirane i otpjevane uživo. Neke nove instrumente uključuju gudače, francuske usne harmonike i mediteranske mandoline. Početkom studenoga, u intervjuu za Radio Dalmaciju, Jelena je potvrdila da je album završen i poslan u štampu te je kao datum promocije najavila 14. studenoga u Hotelu Esplanada. Album je objavljen 14. studenoga na svim digitalnim platformama.

## Promocija
Tijekom intervjua u kolovozu 2022. Rozga je otkrila da će se na albumu naći 19 akustičnih obrada njezinih pjesama, uključujući "Ti si želja mog života", "Ne tiče me se", "Dani su bez broja", "Je l' zbog nje", "Ginem", "Opijum", "Grizem", obrada pjesme "Rano" koju izvodi Minea Dana 3. studenoga, Rozga je otkrila da će službena promocija albuma biti održana 14. studenoga u hotelu Esplanada u Zagrebu. Dana 13. studenoga, Jelena je na društvenim mrežama otkrila naslovnicu albuma i objavila da će album Minut srca mog biti dostupan na Youtubeu i digitalnim platformama sljedeći dan, 14. studenoga, točno u 12 sati. Sljedeći dan Rozga je održala službenu promociju u hotelu Esplanada u Zagrebu. Na promociji su se pojavili članovi Jelenine obitelji, prijatelji, bliži poslovni suradnici kao i glazbenici koji su sudjelovali u radu na albumu.

### Singlovi
U kolovozu 2022. potvrđeno je da će album otvoriti akustična obrada pjesme "Zar je ljubav spala na to" s hrvatskim pop pjevačem Matijom Cvekom. Rozgina ideja o suradnji s Cvekom došla je nakon što je čula njegovu obradu njezinog singla "Suze biserne" tijekom njegovih koncerata uživo. "Zar je ljubav spala na to" je izvorno bila izvedena 2001. godine kao suradnja sastava Magazin i Mladena Vojičića Tife, bivšega pjevača grupe Bijelo dugme. Singl u produkciji Srđana Sekulovića – Skansija objavljen je 15. rujna 2022. uz glazbeni spot u režiji Darija Radusina. Pjesma je nakon izlaska naišla na odličan prijem medija koji su pohvalili Cvekov vokal i na pjesmi pokazan talent. Obožavatelji su bili podijeljeniji u njihovih mišljenjima; dok su neki smatrali da vokali dobro funkcioniraju zajedno, drugi su smatrali da bi bilo teško nadmašiti izvornik s Tifom. Singl je postigao komercijalni uspjeh na HR Top 40 ljestvici, gdje je dosegao četvrto mjesto u koncu 29. kolovoza 2022.
Dana 21. listopada 2022. Rozga je putem svog službenog Instagram profila objavila da će pjesma "Grizem", izvorno snimljena za njezin drugi studijski album Bižuterija (2011.), biti objavljena kao drugi singl s akustičnog albuma. Odluka da objavi pjesmu došla je nakon što je smatrala da ona "nepravedno" nije dosegla svoj puni potencijal tijekom prvog objavljanja. Rozga je dodala: “Pjesma je osnažujuća, nema žene koja se nije našla u situaciji da se zbog nečega brine ili još gore zbog nekoga. Žene koje nisu barem jednom na svojim leđima iznijele teret propale ljubavi. [. . . ] Postavljanje granica, ne gubiti ni minute na nekoga tko te ne zaslužuje je proces koji je nametnut ženama s godinama. Sretna sam što u 'portfolijo' imam pjesmu koju sam s godinama sve iskrenije pjevala.” Sljedećeg dana, singl je objavljen zajedno s vizualnim spotom u režiji Darija Radusina; pjevačica se pojavljuje odjevena u kratku haljinu s resicama, crne visoke potpetice i kovrčavu kosu dok pjeva pjesmu ispred filmskih reflektora. Nakon objave, izgled pjevačice u spotu i prerada naišli su na pozitivne kritike publike.

### Turneja
Rozga je najavila veliku dvoransku turneju u svibnju 2022. godine. Turneja je prvobitno bila nazvana #RozgaTour, no kasnije, kada je objavila da će se akustični album zvati Minut srca mog, promijenila je ime turneje u Minut srca mog. Turneja je započela 17. prosinca u Areni Zagreb i nastavila se 2023. godine koncertima u beogradskoj Štark areni i novosadskom SPENS-u, dok su u 2024. godini održani koncerti u skopskom Borisu Trajkovskom, zadarskom Višnjiku i sarajevskoj Zetri. Turneja je završila 2. studenog 2024. koncertom u sarajevskoj Zetri.

## O albumu
Minut srca mog akustična je kompilacija na kojoj se nalaze obrade 19 pjesama koje je pjevačica snimila tokom bivanja članicom sastava Magazin, kao i tokom solističke karijere. Uz pjesme koje je u originalu otpjevala Rozga, na albumu se nalaze dvije obrade. Prva obrada je obrade pjesme Rano koju je u originalu otpjevala Minea na albumu Mimo zakona, dok je druga obrada Ti si želja mog života, koju je u originalu otpjevala Ljiljana Nikolovska na albumu Magazin. Sve su pjesme otpjevane i snimljene uživo. Jelena je u intervjuu za K1 televiziju otkrila da je samo pjesma Zar je ljubav spala na to snimljena studijski i da bi mogla poslužiti kao bonus pjesma, dok su ostale pjesme otpjevane isključivo uživo, bez ikakvih studijskih dorađivanja. Iako pjesme aranžmanski i melodijski nisu značajno drukčije od originalnih inačica, ipak su obogaćene različitim instrumentima kao što su francuske usne harmonike i mediteranske mandoline. Producent svih pjesama je Srđan Sekulović – Skansi. Ovo je prvo Rozgino izdanje u kojem Tonči i Vjekoslava Huljić nisu bili izravno uključeno, već su samo navedeni kao autori originalnih melodija i tekstova. Albumom prevlada pop zvuk.

## Komercijalni uspjeh
Album je na službenu hrvatsku listu prodaje ušao 14. prosinca 2022. godine. Time se Jelena na našla na listi po prvi put od 2016. godine i albuma Moderna žena. Album je sljedeći tjedan, 21. prosinca, završio na prvom mjestu liste čime je to postalo peto Jelenino izdanje koje se našlo na prvom mjestu hrvatske službene liste prodaje.

## Popis pjesama
| 1.  | »Minut srca tvog«                                | Tonči Huljić • Vjekoslava Huljić   | Nebo boje moje ljubavi | 4:51 |
| 2.  | »Nebo boje moje ljubavi«                         | Huljić • Huljić                    | Nebo boje moje ljubavi | 3:48 |
| 3.  | »S druge strane mjeseca«                         | Huljić • Huljić                    | S druge strane Mjeseca | 4:16 |
| 4.  | »Dani su bez broja«                              | Huljić • Huljić • Dobrica Vasić    | S druge strane mjeseca | 3:52 |
| 5.  | »Roba s greškom«                                 | Huljić • Huljić                    | Oprosti mala           | 4:06 |
| 6.  | »Ko me zove?«                                    | Huljić • Huljić                    | S druge strane Mjeseca | 3:45 |
| 7.  | »Cirkus«                                         | Huljić • Huljić                    | Moderna žena           | 4:05 |
| 8.  | »Je l' zbog nje?«                                | Huljić • Huljić                    | Minus i plus           | 3:28 |
| 9.  | »Minus i plus«                                   | Huljić • Huljić                    | Minus i plus           | 4:08 |
| 10. | »Solo igračica«                                  | Huljić • Huljić                    | Moderna žena           | 3:38 |
| 11. | »Ginem«                                          | Huljić • Huljić                    | Da si ti ja            | 4:12 |
| 12. | »Opijum«                                         | Huljić • Huljić                    | Da si ti ja            | 3:18 |
| 13. | »Ti si želja mog života«                         | Marina Tucaković • Zvonko Stipičić | Magazin                | 4:11 |
| 14. | »Zar je ljubav spala na to? (feat. Matija Cvek)« | Huljić • Huljić                    | The Best Of 1          | 4:30 |
| 15. | »Rano«                                           | Huljić • Huljić                    | Mimo zakona            | 3:13 |
| 16. | »Prorok«                                         | Huljić • Huljić                    | S druge strane Mjeseca | 4:20 |
| 17. | »Ne tiče me se«                                  | Huljić • Huljić                    | Paaa..?                | 3:35 |
| 18. | »Grizem«                                         | Huljić • Huljić                    | Bižuterija             | 3:59 |
| 19. | »Oprosti mala«                                   | Huljić • Huljić                    | Oprosti mala           | 3:04 |

Napomene
- Sve pjesme sadrže tag (Acoustic) u nazivu
- "Ti si želja mog života" obrada je istoimene pjesme koju je prvobitno otpjevala Ljiljana Nikolovska kao članica grupe Magazin na albumu Magazin.
- "Rano" obrada je istoimene pjesme koju je prvobitno otpjevala Minea na albumu Mimo zakona.

## Uloge na albumu
Zasluge su navedene u opisu pjesama na Youtubeu
Glazbenici
- Jelena Rozga – vokali (sve pjesme)
- Davor Petrović – gitara (sve pjesme), prateći vokal (pjesme 1, 19)
- Mario Ferin – klavir (sve pjesme), harmonika (pjesma 2)
- Ivica Ciban – bas-gitara (sve pjesme)
- Nebojša Škrgić – bubnjevi (sve pjesme)
- Dean Melki – violina (sve pjesme osim 12)
- Matej Milošev – violončelo (sve pjesme)
- Ivan Bonačić – tenor saks (pjesme 1, 9, 18)
- Zvonimir Bajević – rog (pjesme 1, 9, 18)
- Petar Tepšić – truba (pjesme 1, 9, 18)
- Srđan Sekulović Skansi – dodatne klavijature (pjesme 1, 4, 11, 17)
- Ivana Čabraja – prateći vokal (pjesme 3, 5, 10, 14, 18)
- Darija Hodnik – prateći vokal (track 4, 6, 7, 8, 11, 14, 15, 16, 17)

## Top ljestvice
| Top ljestvica (2022.)             | Pozicija |
| --------------------------------- | -------- |
| Hrvatska nacionalna top ljestvica | 1        |